# Alf Martinsen
Alf „Kaka” Martinsen (Lillestrøm, 1911. december 29. – Lillestrøm, 1988. augusztus 23.) norvég labdarúgócsatár.